# بنزوپیرن

ساختار شیمیایی بنزو[ای] پیرن

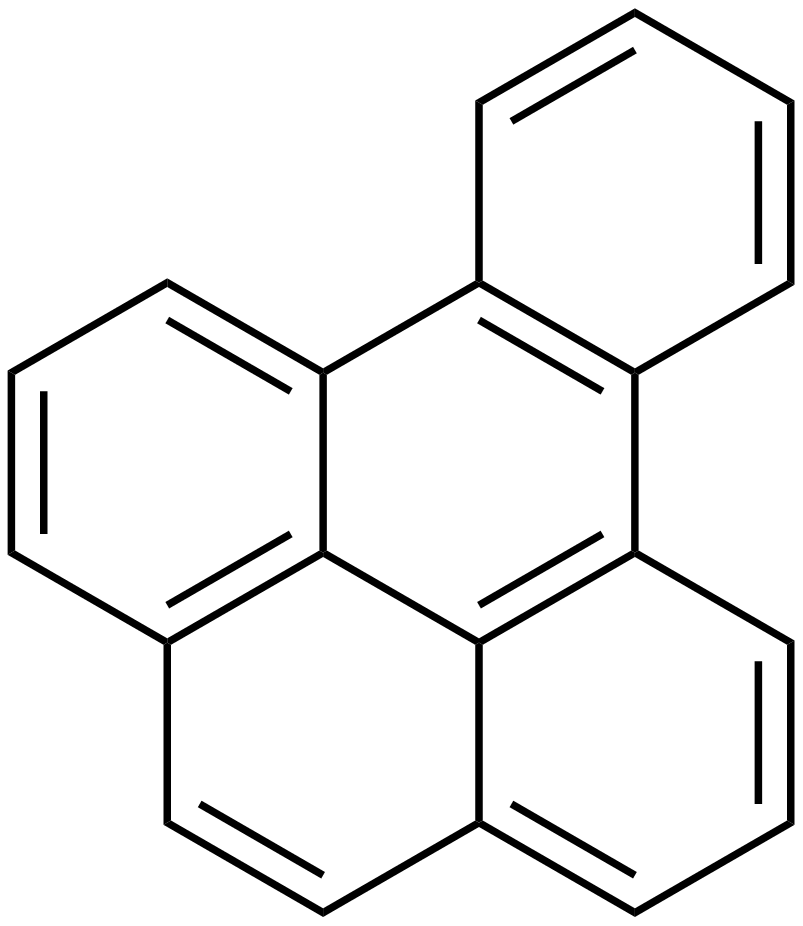
ساختار شیمیایی بنزو[ئی]پیرن

بنزوپیرن یک ترکیب آلی با فرمول C20H12 است. از نظر ساختاری، ایزومرهای بی‌رنگ بنزوپیرن، هیدروکربن‌های پنتاسیکلیک هستند و محصولات حاصل از تلفیق پیرن و یک گروه فنیلن می‌باشند. سرطان زا و در سیگار موجود می باشد دو همپار از پنزوپیرن با نام‌های بنزو(ای)پیرن و بنزو(ئی)پیرن وجود دارد؛ که متعلق به دسته ترکیبات هیدروکربن آروماتیک چندحلقه‌ای هستند.